# Agustí Bertomeu López
Agustí Bertomeu López   (Barcelona, 18 d'abril de 1939) va ser un jugador de bàsquet català de la dècada de 1950.
Es formà al Club Esportiu Laietà. Amb 17 anys pujà al primer equip, on jugà fins 1958. A continuació jugà al CB Aismalíbar de Montcada i Reixac. Després d'un temps allunyat dels pavellons per a realitzar el servei militar, tornà al Laietà, per ajudar-lo a ascendir a primera divisió, la temporada 1961-62. En acabar la temporada decidí posar fi a la seva carrera esportiva, amb només 23 anys d'edat.
Amb la selecció espanyola jugà un total de 15 partits i participà en els Jocs Olímpics de 1960.